# Edward Quinan
Edward Pellew Quinan (Calcutta, 9 januari 1885 – Somerset, 13 november 1960) was een Britse legercommandant tijdens de Tweede Wereldoorlog. Hij was betrokken bij de Brits-Iraakse Oorlog, de Syrië-Libanon Campagne en de Britse-Sovjet invasie van Iran tijdens de Tweede Wereldoorlog. Zijn bijnaam was "Quinan the Terror".

## Eerste jaren en Indiase Leger
E.P. Quinan was van Brits-Ierse afkomst. Zijn vader stierf toen hij tien jaar oud was. Ondanks dat zijn moeder hertrouwde werd hij opgevoed door zijn grootouders en tantes, volgde hij onderwijs in Dublin en ging in 1903 naar Sandhurst.
Hij werd in 1905 toegevoegd aan de British Indian Army bij de 27th Punjabis. Voor de Eerste Wereldoorlog diende hij in de Noordwestelijke Grensprovincie. Tijdens de oorlog vocht hij in Frankrijk en Mesopotamië. Hij vocht mee tijdens de Slag bij Neuve-Chapelle, de Slag bij Loos, de poging om Kut al Amara in te nemen en raakte gewond bij Beit Aisa.
Quinan keerde in 1919 terug naar India en de Grensprovincie en was stafofficier tijdens de Derde Britse-Afghaanse Oorlog in 1919. Hij werd onderscheiden met de Orde van het Britse Rijk. In de jaren twintig en dertig kreeg hij het bevel over een regiment en werd toegevoegd aan het Imperial Defence College.
In 1933 was hij instructeur bij de Indian Army Staff College in Quetta met de rang van kolonel. Daarna keerde hij terug naar zijn regiment in Jhansi. In 1936 werd hij benoemd tot aide-de-camp brigadier bij koning Eduard VIII. Daarna werd hij gestationeerd in Dhaka om te helpen bij antiterroristische acties tegen de Indiase onafhankelijkheid. In 1938 bracht hij een aantal maanden door in Osborne House vanwege hoge bloeddruk. Hij voerde het bevel over zijn troepen in een campagne tegen Fakir van Ipi in Waziristan en werd onderscheiden met de Distinguished Service Order. Ondanks zijn ziekte werd hij eind 1938 bevorderd tot generaal-majoor.

## Tweede Wereldoorlog
Quinan bracht de eerste jaren van de Tweede Wereldoorlog door in de Noordwestelijke Grensprovincie. Hij werd echter in 1941 bevorderd tot luitenant-generaal en moest het bevel voeren over de Indian Army Corps  die bij Basra in Irak landde en werd benoemd tot General Officer Commanding van de Britse troepen in Irak (Iraqforce).
In die tijd probeerde de pro-Duitse regering van Irak die geleid werd door Rasjid Ali al-Gailani de RAF-basis bij Habbaniya te veroveren en de Britse troepen uit het land te verjagen. Tijdens de korte Brits-Iraakse Oorlog leidde Quinan de invasie van het zuiden om zo steun te verlenen aan de Britse troepen die vanuit Transjordanië kwamen. De pro-Duitse regering werd uiteindelijk vervangen door een pro-Britse. Hij werd daarna General Officer Commanding van het Britse Tiende Leger in de Persia and Iraq Command. Toen de Luftwaffe de bases in Syrië konden gebruiken om de Irakezen te ondersteunen. Hierdoor volgde de Syrië-Libanon Campagne, de succesvolle invaise van Syrië en Libanon en de vervanging van het Franse Vichy-regime dat daar zat. Aan het einde van 1941 plande en voerde hij de invasie van Perzië uit. De voornaamste reden daarvoor was om de bevoorradingsroutes naar de Sovjet-Unie en de Britse olie-installaties bij Abadan te beschermen. De sjah van Iran Reza Pahlavi werd beschouwd als pro-Duits en werd vervangen door zijn zoon Mohammed Reza Pahlavi. 
In 1942 werd Quinan geridderd en benoemd tot Ridder Commandeur in de Orde van het Indische Keizerrijk. In augustus 1942 werd hij bevorderd tot generaal.
In 1943 verliet hij het Midden-Oosten en werd Quinan benoemd tot General Officer Commanding-in-Chief van het Noordwestelijk Leger in India. Drie maanden later, op 16 november 1943, trok hij zich om medische redenen terug uit het leger en keerde terug naar Groot-Brittannië. In 1945 werd hij onderscheiden met de Orde van het Bad. Hij leefde tot zijn dood rustig in Somerset.

## Militaire loopbaan
- Cadet: 1903
- Second Lieutenant: januari 1904[1]
- Lieutenant: 9 April 1906[2]
- Captain: 9 januari 1913[3]
- Provost Marshal: 7 maart 1915[4]
- General Staff Officer, 3rd grade: 10 mei 1917[5]
- Titulair Major: 1 januari 1918[6]
- Waarnemend Major: 2 november 1918[7]
- Lieutenant-Colonel:
- Colonel:
- Brigadier: 1936[8]
- Major-General: 1937[9]
- Lieutenant-General: 1941
- General: augustus 1942[10]

## Decoraties
- Ridder Commandeur in de Orde van het Bad: 1945
- Ridder Commandeur in de Orde van het Indische Keizerrijk: 1941[11]
- Lid in de Orde van het Bad: 1936[12]
- Orde van Voorname Dienst: 1937[13]
- Officier in de Orde van het Britse Rijk: 1917